# Canal Nidau-Büren
El canal Nidau-Büren (en alemán: Nidau-Büren-Kanal, en francés: Canal de Nidau-Büren) es un canal de 12 kilómetros de longitud que drena las aguas del río Aar desde el lago de Biel/Bienne hacia Soleura. Fue excavado como parte importante de la primera corrección de aguas del Jura.

## Presa de regulación
Se construyó una presa provisional a través del canal Nidau-Büren, con el fin de mantener el nivel del agua en el lago.
De insuficiente capacidad de retención, se erigió otra en 1887 que también mostró sus límites, especialmente durante una inundación en 1910. Pronto, los cantones de Vaud, Neuchâtel y Friburgo exigieron su sustitución, pero sólo se modificó en 1911 y 1915.
Finalmente, en 1936 se inició la construcción de la nueva presa de regulación en Port, que se terminó y puso en servicio en 1939 y que se utiliza a diario desde entonces. La presa incluye una esclusa de 12 por 25 metros lo suficientemente grande para los barcos turísticos que circulan entre Biel y Soleura. En 1995 se añadió a la esclusa una central hidroeléctrica. Esta central, situada cerca de Brügg, produce una media de 25 millones de kilovatios-hora al año.

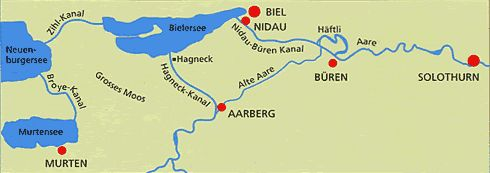
Mapa de la zona tras la construcción del canal

- Datos: Q650985
- Multimedia: Nidau-Büren-Kanal / Q650985